# 이창욱
이창욱(李昌旭, 1984년 8월 28일 ~ )은 KBO 리그 전 SK 와이번스의 투수이다.

## 출신학교
- 군산남초등학교
- 군산남중학교
- 군산상업고등학교
- 고려대학교 체육교육학과 (2003학번)